# Fratres
Fratres (česky Rablín) je obec v Dolním Rakousku, část městyse Waldkirchen an der Thaya v okrese Waidhofen an der Thaya.

## Geografie
Obec leží na samém severu Rakouska na konci státní silnice L67 poblíž hraničního přechodu Slavonice–Fratres. K obci patří také stavení Ziegelhütte a mlýny Gehringsmühle a Rabingmühle na Slavonickém potoce.

## Historie
V roce 1903 byla dokončena železniční trať, zastávka se nacházela osm set metrů východně od centra obce. Podle Rakouského adresáře pro průmysl, obchod, živnosti a zemědělství v roce 1938 sídlili v obci hostinský, košíkář, dva mlynáři, pila, kovář, dvě cihelny a několik zemědělců, včetně statku Hoyos–Sprinzenstein.

## Osobnosti
- Peter Coreth (* 1948 v Linci), novinář, spisovatel a sběratel umění; v roce 1997 založil ve Fratres Museum Humanum

## Galerie

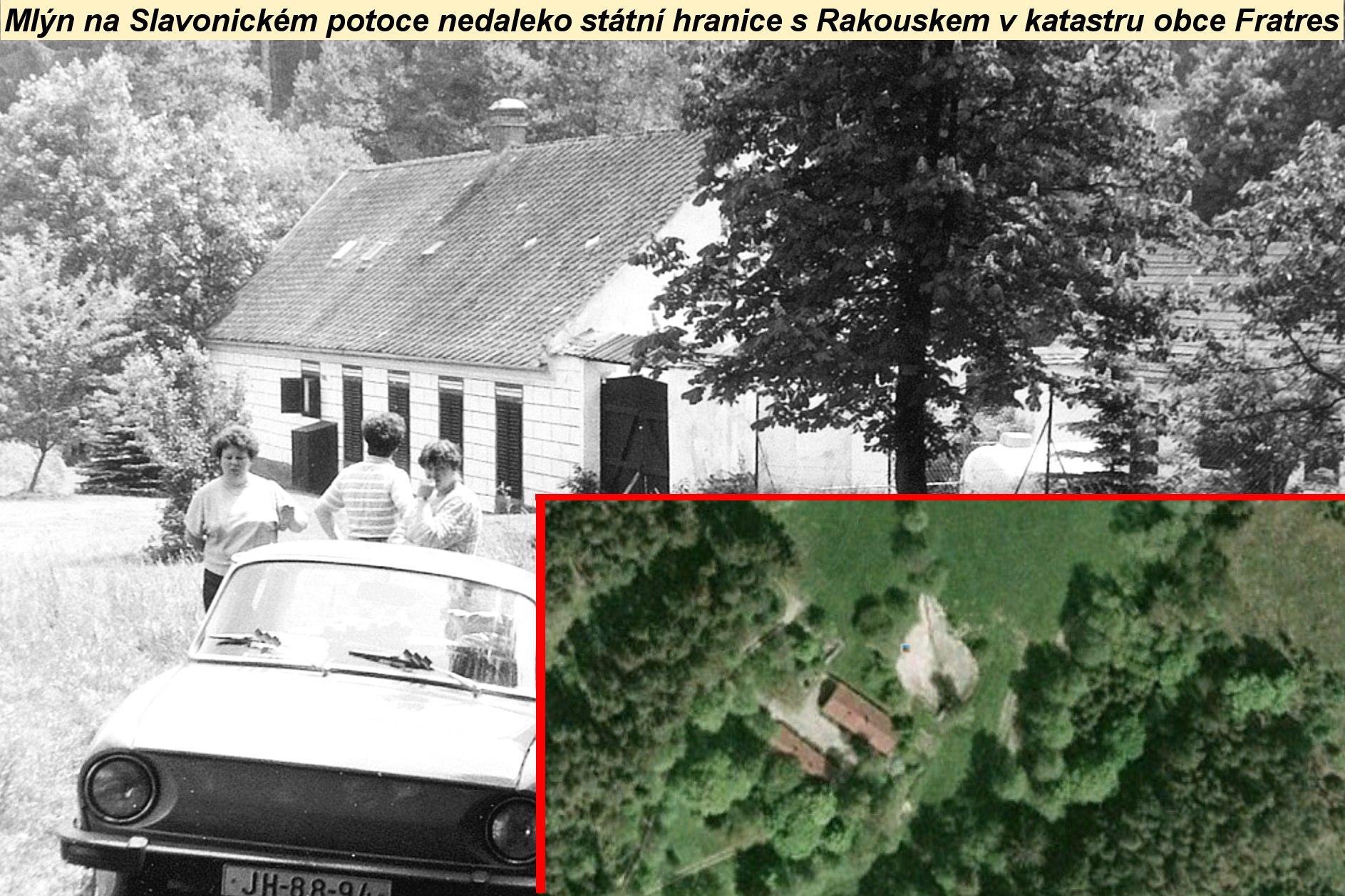
Rabingmühle (1992)
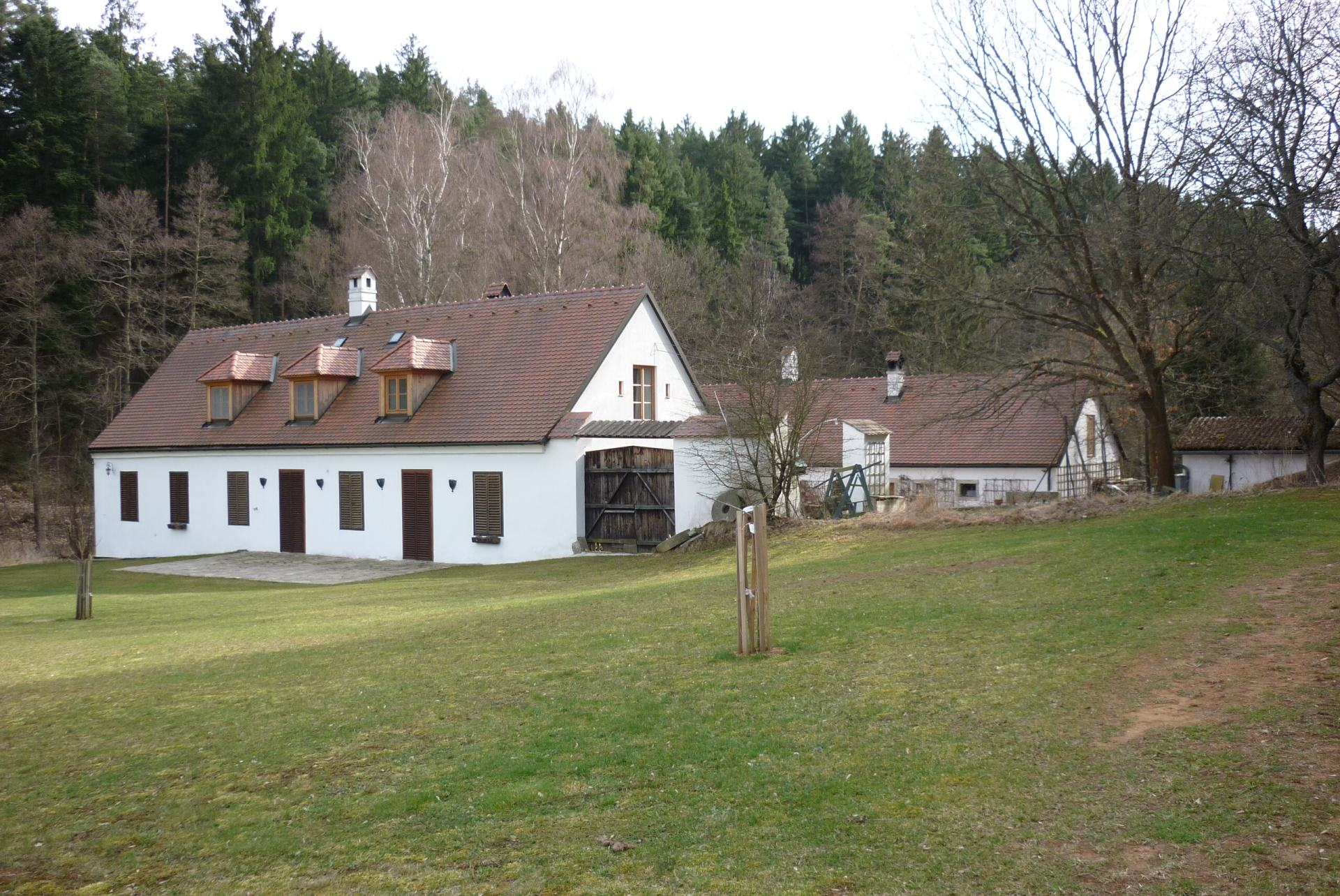
Rabingmühle (2012)
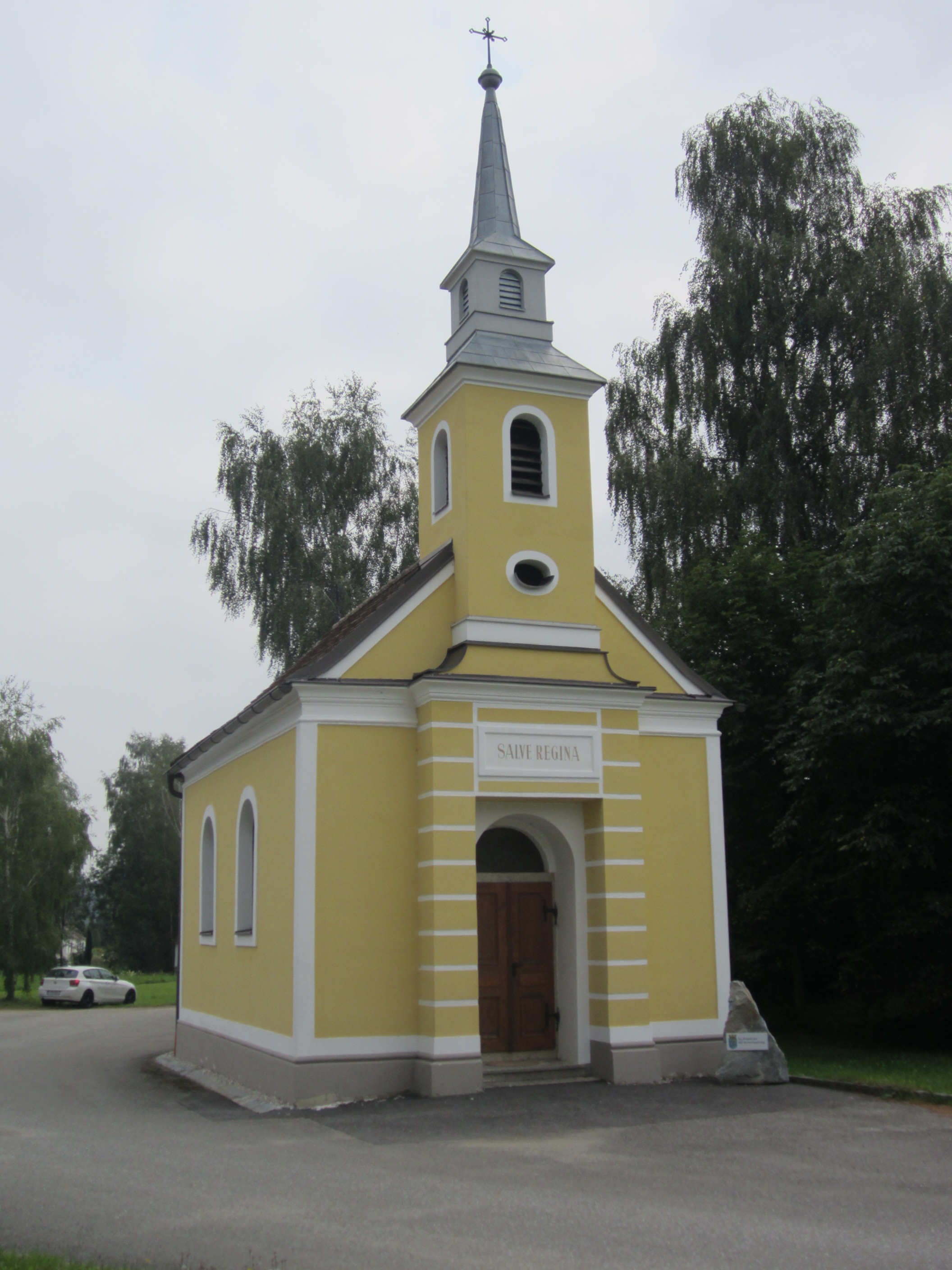
Kaplička na návsi